# Юнг, Франц Йозеф
Франц Йозеф Юнг (нем. Franz Josef Jung; род. 5 марта 1949, Эрбах) — немецкий государственный и политический деятель.

## Биография
В 1974 году окончил Майнцский университет, в котором изучал право. В 1978 году защитил докторскую диссертацию и получил звание доктора юриспруденции.
Работал адвокатом и нотариусом в Эльтвилле, вступил в Молодёжный союз ХДС и быстро вошёл в его руководящие органы. В 1981—1983 годах был заместителем председателя Молодёжного союза. В 1998 году вошел в состав правления ХДС в качестве заместителя председателя земельной организации ХДС Гессена.
В 1989, 1994, 1999 и 2004 годах избирался членом Федерального собрания.
В 1987—1999 гг. — парламентский секретарь фракции ХДС в бундестаге.
В 1999—2000 гг. — министр правительства Гессена по делам федерации и европейским связям, глава госканцелярии.
С 2003 г. — председатель христианско-демократической части фракции ХДС/ХСС в бундестаге.
В 2005—2009 гг. — министр обороны Германии.
28 октября 2009 был назначен министром труда и общественных дел Германии. 27 ноября того же года подал в отставку после того, как его имя оказалось замешанным в скандале из-за инцидента в Афганистане, когда в результате удара по двум бензовозам погибли мирные жители, произошедшего в период, когда Юнг был министром обороны.
Юнг является римским католиком. Он женат, имеет троих детей.